# Tipula (Lunatipula) georgiana
Tipula (Lunatipula) georgiana is een tweevleugelige uit de familie langpootmuggen (Tipulidae). De soort komt voor in het Nearctisch gebied.
De wetenschappelijk naam voor de soort werd voor het eerst gepubliceerd in 1915 door Charles Paul Alexander.